# کوهی آکاساکی
کوهی آکاساکی (انگلیسی: Kōhei Amasaki؛ زادهٔ ۲۲ اکتبر ۱۹۹۰) صداپیشگی اهل ژاپن است. وی از سال ۲۰۱۴ میلادی تاکنون مشغول فعالیت بوده‌است.